# الله يسامح (مسلسل)
الله يسامح هو مسلسل مغربي من إخراج محمد علي المجبود سنة 2017، ومن بطولة كل من عزيز حطاب، ثريا العلوي، رفيق بوبكر، فاطمة وشاي، وغيرهم.
تسلط السلسلة الضوء على واقع الطب في المغرب، وظروف العمل السيئة التي يشتغل فيها الأطباء والتي تؤدي لا محالة إلى أخطاء طبية قد تنهي المسار المهني للطبيب وقد تزج به وراء أسوار السجن.

## قصة المسلسل
القصة تدور حول طبيب شاب يخلط ملفي مريضين، يتابع حالتهما الصحية الطبيب المشرف على تخرج الأول، لتنطلق رحلة بحث هذا الطبيب الشاب المتخرج عن أحد المريضين هو شاب في الأربعينيات من العمر، بعد إخباره بإصابته بمرض عضال يجعل أمد الحياة المتوقع لا يتعدى الستة أشهر، في الوقت الذي لقي فيه المريض الثاني حتفه بعد توقفه عن تناول الدواء امتثالا لأمر الطبيب الشاب.

## ردود الفعل
أثار عرض المسلسل «الله يسامح» ضجّة من قِبل الممرضين والممرضات، بمجرّد عرضه للحلقة الأولى، بسبب ما وصفه المكتب الوطني للنقابة الوطنيّة للصحة العموميّة (إطار نقابي)، بالاستخفاف بتضحيات الأطر الصحيّة في أدائها لعملها، رغم الاختلالات التي تعيشها المنظومة الصحيّة، حيث اعتبر الإطار النقابيّ المذكور، ما تضمّنه هذا العمل التلفزيوني وبخاصّة حلقته الأولى، بالأحكام الجاهزة على العاملين في القطاع الصحي، ما دفع بالمكتب الوطنيّ للنقابة، إلى مطالبة كلّ من المدير العام للشركة الوطنيّة للإذاعة والتلفزيون، ووزير الصحة، ورئيسة الهيئة العليا للإعلام والاتصال، إلى إعادة الاعتبار إلى الأطر العاملة بقطاع الصحة بالاعتذار، نظرًا لما لحقهم من ضرر معنوي من هذا السيتكوم الرمضاني.

## وصلات خارجية
- صفحة المسلسل على الموقع الرسمي لقناة الأولى